# Клоака

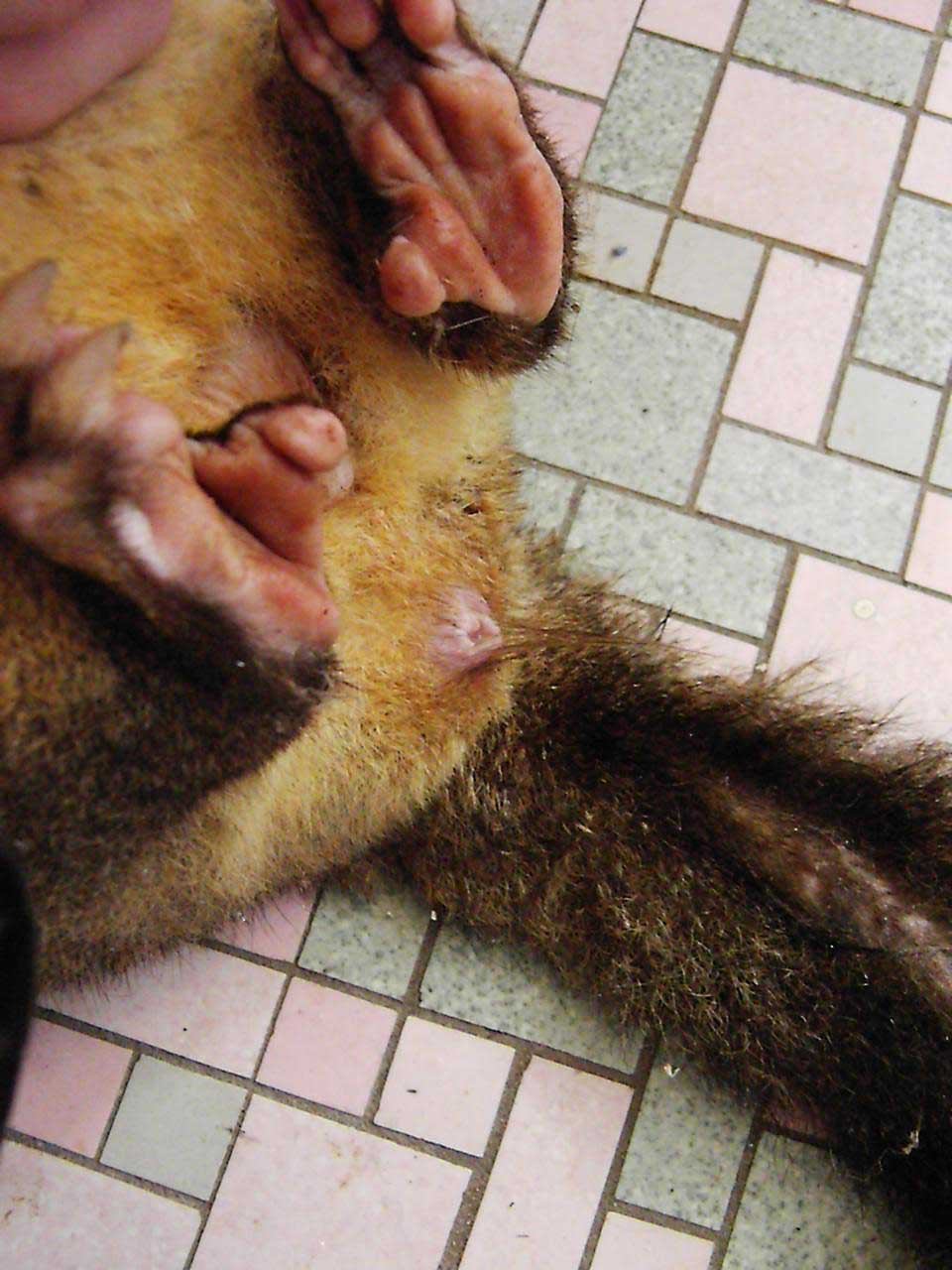
Клоака лисьего кузу

Клоа́ка (от лат. cloaca — подземный канал для стока нечистот) — расширенная конечная часть задней кишки у некоторых позвоночных животных, куда впадают выделительные и половые протоки мочеполовой системы.
Из рыб клоаку имеют только акулы, скаты и двоякодышащие. Её также имеют все земноводные, пресмыкающиеся и птицы, а из современных млекопитающих — только однопроходные (Monotremata) и афросорициды (Afrosoricida). У остальных млекопитающих клоака имеется только в начале зародышевого развития; позже она разделяется на мочеполовой синус и конечный отдел прямой кишки, открывающиеся наружу самостоятельными отверстиями: мочеполовым и заднепроходным (анальным).
Некоторые животные имеют в клоаке вспомогательный орган (пенис), который используется для направления спермы в клоаку самки. Эта структура встречается у многих рептилий и у нескольких птиц, включая уток. Большинство птиц, однако, спариваются, присоединяясь к своим клоакам в «клоакальном поцелуе»; мышечные сокращения передают сперму от самца к самке.
Стенка клоаки выстлана многослойным эпителием. Из-за выпячивания брюшной стенки клоаки у земноводных образуется мочевой пузырь, а у зародышей амниот — аллантоис.
Клоака у человека может присутствовать, однако у людей это патология, а не норма.